# St. Nikolaus (Schröding)

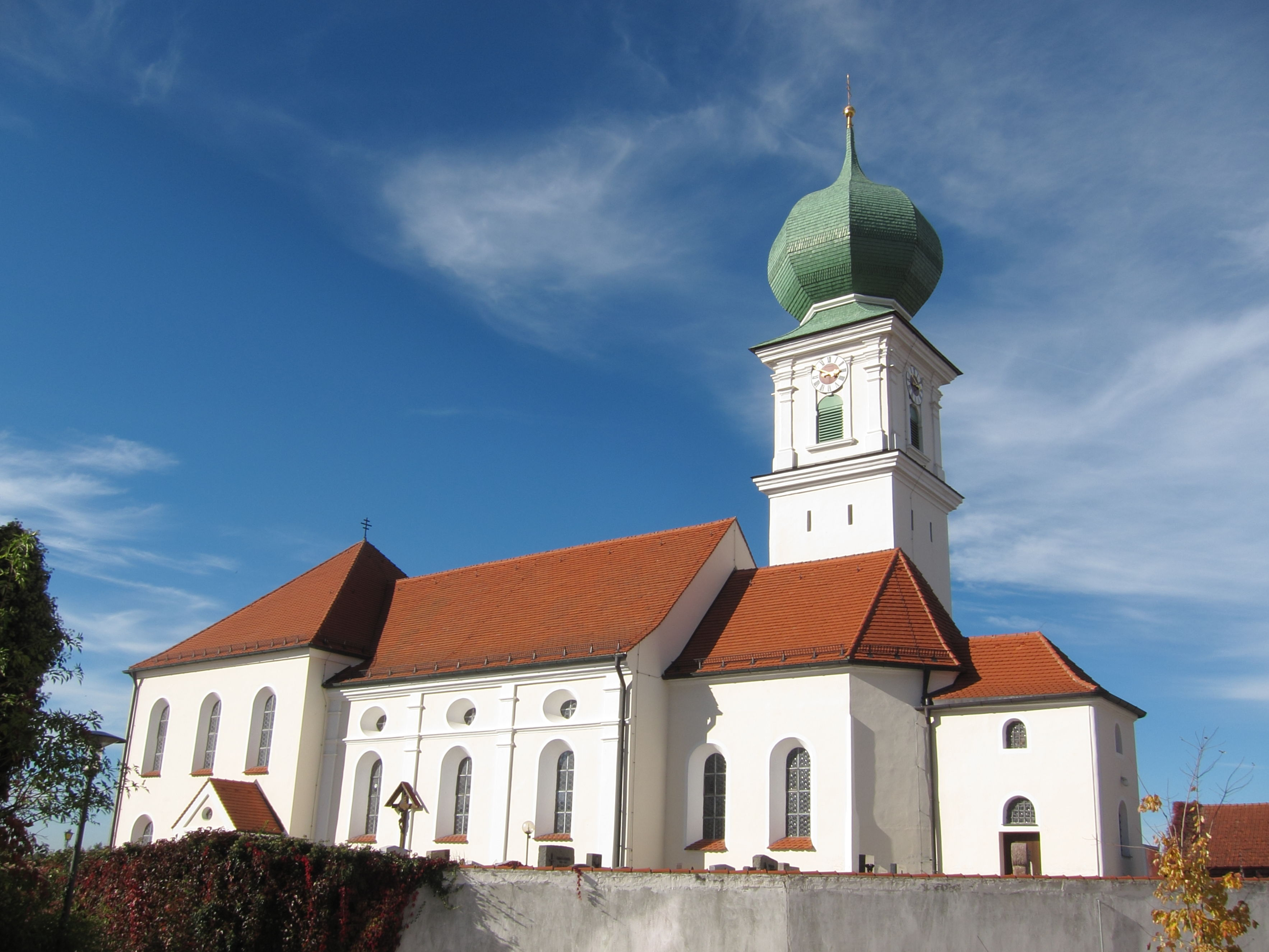
Außenansicht der Pfarrkirche St. Nikolaus von Südosten

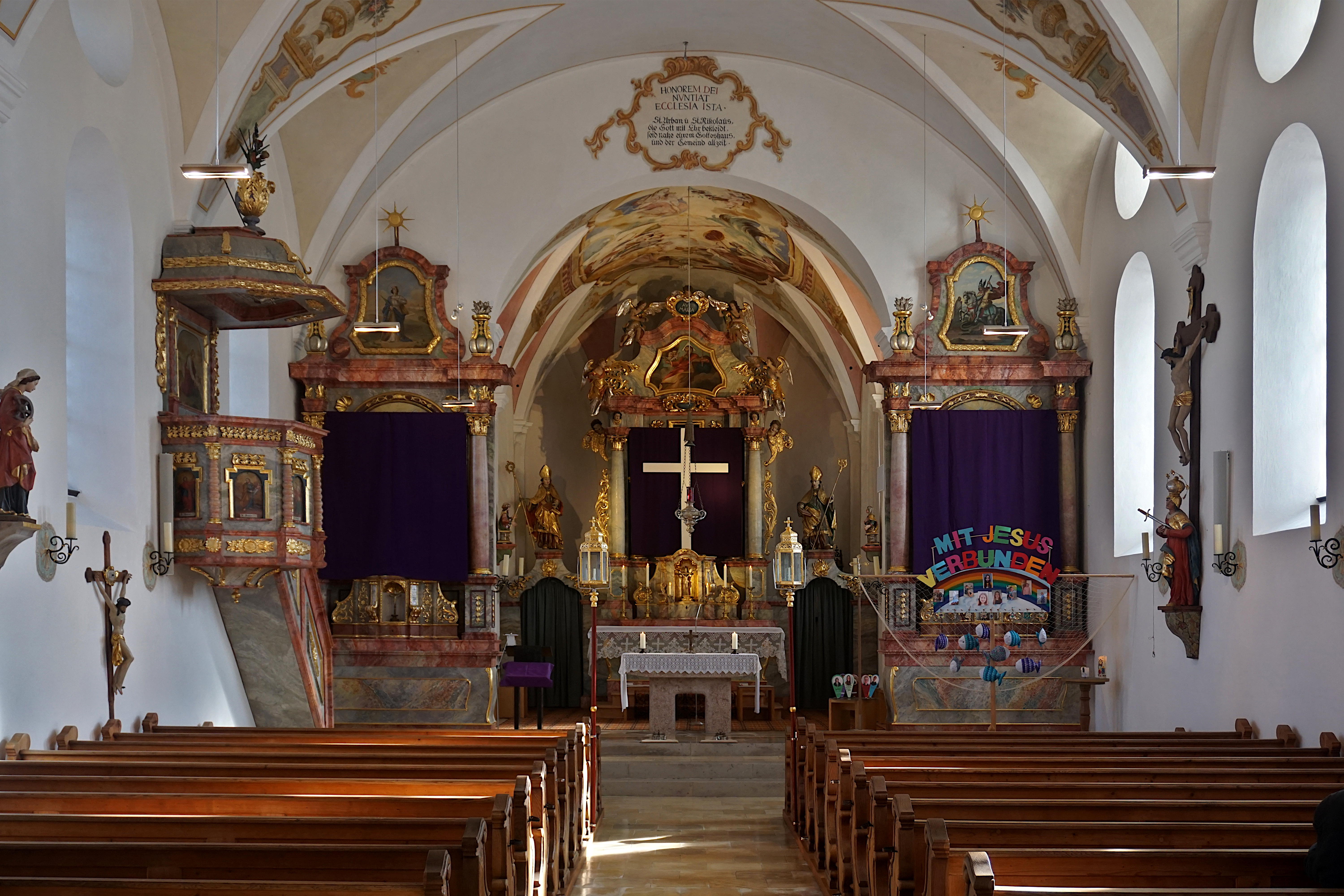
Innenraum der Pfarrkirche St. Nikolaus von Südosten

Die römisch-katholische Pfarrkirche St. Nikolaus (auch Pfarrkirche St. Urban und Nikolaus) in Schröding, einem Ortsteil der Gemeinde Kirchberg im oberbayerischen Landkreis Erding, ist eine Saalkirche mit eingezogenem Polygonalchor, die im Kern aus dem 15. Jahrhundert stammt. In den Jahren 1702/03 wurden das Langhaus und der Turmoberbau barockisiert, 1931 das Langhaus nochmals erweitert.

## Pfarrei
Die Pfarrei St. Nikolaus in Schröding gehörte zum Dekanat Dorfen des Erzbistums München und Freising, seit 2024 gehört es zum erweiterten Dekanat Erding. Sie bildet mit den Nachbargemeinden St. Vitus in Burgharting, Mariä Heimsuchung in Hohenpolding, St. Stephanus in Inning am Holz sowie St. Johannes in Steinkirchen den Pfarrverband Holzland. Filialkirchen von Schröding sind St. Peter und Paul in Kirchberg und St. Martin in Niederstraubing.

## Geschichte
Eine Kirche in Schröding, wohl der Vorgängerbau der heutigen Kirche, wurde erstmals im Jahr 1315 als Filialkirche von Steinkirchen erwähnt. Der heutige spätgotische Bau stammt aus der Zeit um 1450. Davon sind der zweijochige, dreiseitig geschlossene Chor, ein inzwischen verputzter Backsteinbau, und der Unterbau des Turmes erhalten. Im Dreißigjährigen Krieg, genauer im Jahr 1634, erfolgte ein Angriff der Schweden auf Schröding. Die Brandschäden konnten aus Geldmangel zunächst nur notdürftig repariert werden.
In den Jahren 1702/03 erfolgte schließlich der Neubau eines großzügigeren Langhauses und eines Turmoberbaus. Mit Pilastergliederung an Langhaus und Turmschaft, rundbogigen Fensteröffnungen und einer stark eingeschnürten Zwiebelkuppel gestaltete Baumeister Anton Kogler aus Erding die neu errichteten Bauteile im zeittypischen Barockstil. Ebenfalls in der ersten Hälfte des 18. Jahrhunderts entstand die zweigeschossige, am Chorscheitel angebaute Sakristei. Auch der Innenraum wurde in dieser Zeit barock ausgestattet.
Aufgrund eines Bevölkerungszuwachses war ab 1907 eine Vergrößerung der Kirche geplant. Infolge des Ersten Weltkriegs und einer finanziellen Notlage gelangten die Pläne erst 1931 zur Ausführung, als der Münchner Architekt Karl Kergl – ein Vertreter der Postbauschule – das Langhaus durch einen großzügigen Anbau auf der Westseite erweiterte. Bereits 1901 war Schröding zur Expositur der Pfarrei Steinkirchen, 1921 zu einer eigenen Pfarrei erhoben worden. In den Jahren 1968 bis 1973 erfolgte eine Gesamtrenovierung der Pfarrkirche, 1990 baute man die Vorhäuser zu den Portalen auf der Nord- und Südseite an.
Im Jahr 2002 wurden Turm und Dachstuhl saniert, im Dezember 2012 musste die marode Empore zur Notsicherung abgestützt werden, im April 2014 musste auch der Chorbogen notgesichert werden. 2013 wurde eine neue Warmluftheizung eingebaut, da die alte im Dezember 2010 irreparabel ausgefallen war. In den Jahren 2017/18 erfolgte die vorerst letzte Restaurierungsmaßnahme, eine vollständige Innenrenovierung um rund 1,3 Millionen Euro. Dabei wurde unter anderem die durch die alte Heizung stark verschmutzte Raumschale neu gefasst, ein älterer Wasserschaden am Übergang zum Turm behoben und beinahe die gesamte Kirchenausstattung inklusive Gestühl restauriert. Außerdem wurde der Bereich unterhalb der Westempore umgestaltet. Rund um das nunmehr mittig angeordnete Taufbecken gruppieren sich nun eine neue Bestuhlung und ein neu gestalteter Beichtstuhl. Auch eine Statue des Pfarrpatrons Nikolaus von Myra (Gedenktag: 6. Dezember) wurde hierher versetzt.

## Beschreibung

### Außenbau
Die nach Osten ausgerichtete Saalkirche besteht aus einem sechsjochigen Langhaus und einem eingezogenen, zweijochigen Chor mit dreiseitigem Schluss, an dessen Scheitel eine zweigeschossige Sakristei angebaut ist. Dabei gliedert sich das Langhaus wiederum in zwei Bauteile, die je drei Fensterachsen umfassen. Der östliche Teil ist barock, der etwas breitere westliche Erweiterungsbau modern. Die beiden Bauteile des Langhauses sind als separate Baukörper ausgeführt: der barocke Teil besitzt wie der spätgotische Chor ein Satteldach, der moderne Teil ein Pyramidendach. Interessant ist auch die unterschiedliche Fassadengestaltung. Während der Chor schlichte, weitgehend ungegliederte Außenwände mit ursprünglich spitzbogigen, später barock ausgerundeten Fensteröffnungen besitzt, wird der östliche Teil des Langhauses von Pilastern gegliedert. Über den rundbogigen Fenstern befindet sich, abgetrennt durch ein schlankes Gesims, eine zweite Fensterreihe, bestehend aus kleinen Ochsenaugen. Der moderne Erweiterungsbau besitzt zwei Reihen rundbogiger Fensteröffnungen; die seitlichen Fassaden sind ansonsten ungegliedert. Die rückwärtige Westfassade ist zum Wetterschutz mit Holzschindeln verkleidet. Im östlichen Joch dieses Bauteils befinden sich, geschützt von kleinen Vorhäusern, die beiden Kirchenportale.

### Innenraum und Ausstattung
Der vordere Teil des Langhauses wird von einem Tonnengewölbe mit Stichkappen überspannt. Den Übergang zwischen Langhaus und Altarraum vermittelt ein runder Chorbogen. Der moderne Erweiterungsbau des Langhauses enthält eine großzügige Holzempore, welche die beiden rückwärtigen Joche überspannt. Die drei barocken Altäre wurden 1803 aus Erding erworben, als die dortige Kapuzinerkirche im Zuge der Säkularisation profaniert wurde. Während die beiden Seitenaltäre unverändert übernommen wurden, musste der Hochaltar eigens für die Schrödinger Pfarrkirche verkleinert werden. Das Deckengemälde im Chorraum, das den Titel „Die Erdteile verehren Maria“ trägt, wurde 1759 von dem Maler Franz Xaver Zellner aus Erding geschaffen. Die sechs Stichkappen des barocken Bauteils erhielten 1931 im Zuge der Erweiterung von dem Taufkirchener Maler Peter Keilhacker eine Fassung mit Blumen und Vasen, die sich an barocken Vorbildern orientiert.

### Orgel

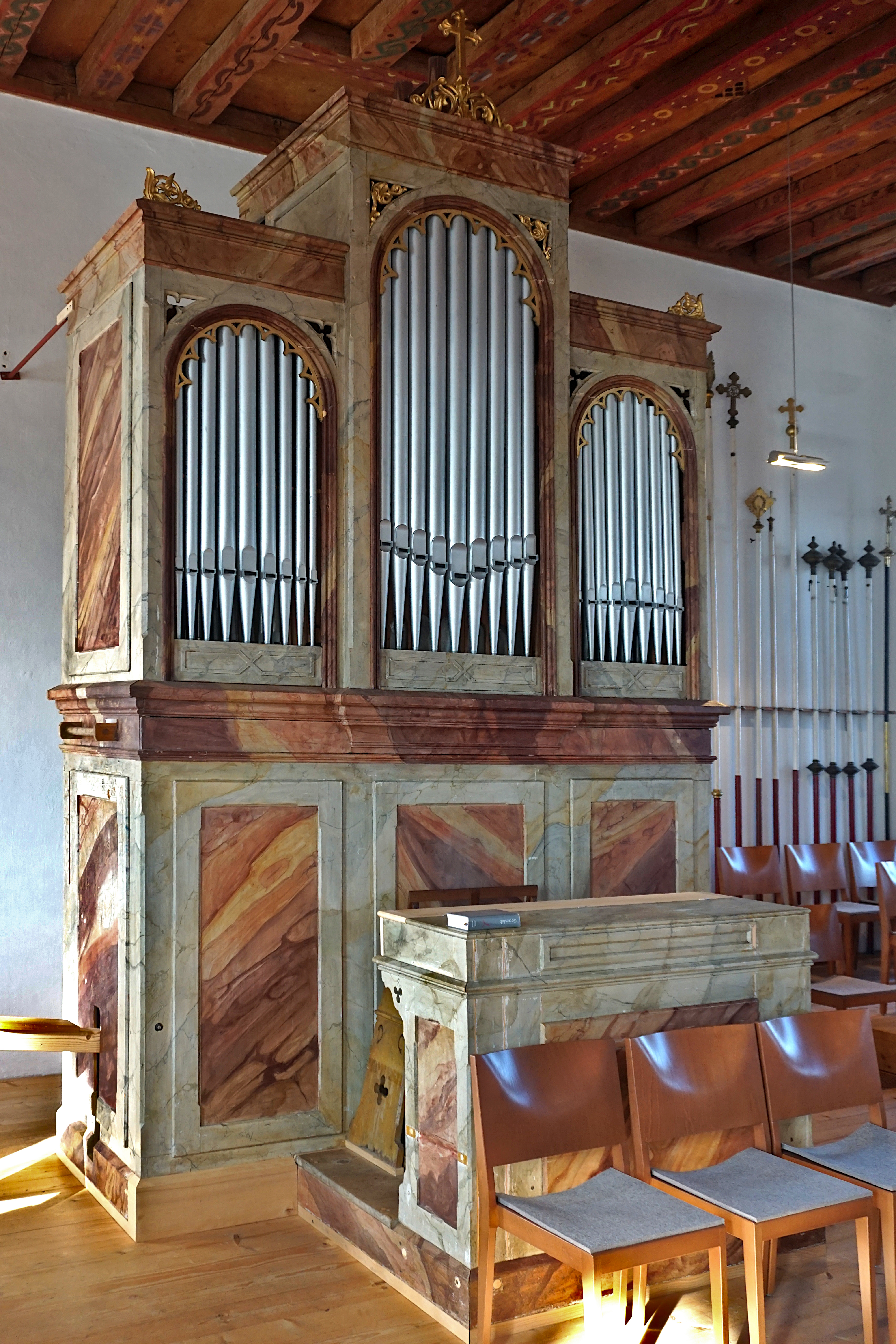
Orgel der Pfarrkirche St. Nikolaus von Südosten

Die Orgel der Schrödinger Pfarrkirche, eine Denkmalorgel, wurde 1869 von dem Orgelbauer Jakob Müller aus Tuntenhausen in einem neoromanischen Prospekt errichtet. Sie wurde mehrmals umgestaltet, unter anderem wurde der Prospekt 1918 durch den Taufkirchener Maler und Vergolder Peter Keilhacker. Etwa um dieselbe Zeit wurde das Windwerk elektrifiziert. Im Jahr 1973 erfolgte durch den Orgelbauer Ludwig Wastlhuber aus Mößling ein tiefgreifender Umbau. 2022 wurde das Instrument durch Thomas Reilich aus Oberschweinbach generalüberholt. Das rein mechanische Schleifladeninstrument mit freistehendem Spieltisch umfasst seit dem Umbau durch Wastlhuber acht Register, die sich auf ein Manual und ein fest angekoppeltes Pedal aufteilen. Insgesamt enthält die Orgel 396 Pfeifen. Die Disposition lautet wie folgt:
| I Manual C–g3 |                  |         |            |
| 1.            | Principal        | 8′      |            |
| 2.            | Gedackt          | 8′      |            |
| 3.            | Flauto amabile 0 | 8′      |            |
| 4.            | Octav            | 4′      |            |
| 5.            | Flauto dolce     | 4′      |            |
| 6.            | Schwiegel        | 2′      | [ Anm. 1 ] |
| 7.            | Mixtur IV        | 1 ⁄3′ 0 | [ Anm. 2 ] |

| Pedal C–f1 |          |     |
| 8.         | Subbaß 0 | 16′ |

Anmerkungen:
1. ↑  1973 anstelle von Gamba 8′ eingebaut
2. ↑  1973 anstelle von Mixtur III 2 2⁄3′ eingebaut